# Lista di asteroidi (391001-392000)
Di seguito una lista di asteroidi dal numero 391001 al 392000 con data di scoperta e scopritore.

## 391001-391100
| Nome            | Designazione provvisoria | Data di scoperta  | Scopritore        |
| --------------- | ------------------------ | ----------------- | ----------------- |
| 391001 -        | 2005 SZ107               | 26 settembre 2005 | Spacewatch        |
| 391002 -        | 2005 SM109               | 26 settembre 2005 | Spacewatch        |
| 391003 -        | 2005 SJ115               | 27 settembre 2005 | Spacewatch        |
| 391004 -        | 2005 SL115               | 27 settembre 2005 | Spacewatch        |
| 391005 -        | 2005 SY122               | 23 settembre 2005 | CSS               |
| 391006 -        | 2005 SA123               | 29 settembre 2005 | LONEOS            |
| 391007 -        | 2005 SO154               | 26 settembre 2005 | Spacewatch        |
| 391008 -        | 2005 SX170               | 29 settembre 2005 | Spacewatch        |
| 391009 -        | 2005 SU171               | 29 settembre 2005 | Spacewatch        |
| 391010 -        | 2005 SV171               | 29 settembre 2005 | Spacewatch        |
| 391011 -        | 2005 SK173               | 29 settembre 2005 | Spacewatch        |
| 391012 -        | 2005 SL174               | 29 settembre 2005 | Spacewatch        |
| 391013 -        | 2005 SR177               | 29 settembre 2005 | Spacewatch        |
| 391014 -        | 2005 SP178               | 29 settembre 2005 | NEAT              |
| 391015 -        | 2005 SU178               | 29 settembre 2005 | LONEOS            |
| 391016 -        | 2005 SF195               | 9 settembre 2005  | LINEAR            |
| 391017 -        | 2005 SX208               | 30 settembre 2005 | Mt. Lemmon Survey |
| 391018 -        | 2005 SJ233               | 30 settembre 2005 | Mt. Lemmon Survey |
| 391019 -        | 2005 SJ234               | 29 settembre 2005 | Spacewatch        |
| 391020 -        | 2005 SE235               | 29 settembre 2005 | Mt. Lemmon Survey |
| 391021 -        | 2005 SG236               | 29 settembre 2005 | Spacewatch        |
| 391022 -        | 2005 SC246               | 30 settembre 2005 | Mt. Lemmon Survey |
| 391023 -        | 2005 SX253               | 22 settembre 2005 | NEAT              |
| 391024 -        | 2005 SL256               | 22 settembre 2005 | NEAT              |
| 391025 -        | 2005 SA269               | 25 settembre 2005 | Spacewatch        |
| 391026 -        | 2005 SS270               | 30 settembre 2005 | LONEOS            |
| 391027 -        | 2005 SV270               | 30 settembre 2005 | LONEOS            |
| 391028 -        | 2005 SK274               | 29 settembre 2005 | LONEOS            |
| 391029 -        | 2005 SG280               | 25 settembre 2005 | Spacewatch        |
| 391030 -        | 2005 TY1                 | 1º ottobre 2005   | Mt. Lemmon Survey |
| 391031 -        | 2005 TU2                 | 1º ottobre 2005   | CSS               |
| 391032 -        | 2005 TQ10                | 2 ottobre 2005    | LONEOS            |
| 391033 -        | 2005 TR15                | 3 ottobre 2005    | Mt. Lemmon Survey |
| 391034 -        | 2005 TX20                | 1º ottobre 2005   | Mt. Lemmon Survey |
| 391035 -        | 2005 TT24                | 1º ottobre 2005   | Mt. Lemmon Survey |
| 391036 -        | 2005 TV53                | 1º ottobre 2005   | LINEAR            |
| 391037 -        | 2005 TC72                | 3 ottobre 2005    | CSS               |
| 391038 -        | 2005 TS73                | 7 ottobre 2005    | LONEOS            |
| 391039 -        | 2005 TO83                | 10 maggio 2003    | Spacewatch        |
| 391040 -        | 2005 TV85                | 3 ottobre 2005    | Spacewatch        |
| 391041 -        | 2005 TV89                | 5 ottobre 2005    | Mt. Lemmon Survey |
| 391042 Dubietis | 2005 TP105               | 8 ottobre 2005    | Moletai           |
| 391043 -        | 2005 TV116               | 7 ottobre 2005    | Spacewatch        |
| 391044 -        | 2005 TY123               | 7 ottobre 2005    | Spacewatch        |
| 391045 -        | 2005 TF141               | 8 ottobre 2005    | Spacewatch        |
| 391046 -        | 2005 TC147               | 29 settembre 2005 | Spacewatch        |
| 391047 -        | 2005 TE151               | 8 ottobre 2005    | Spacewatch        |
| 391048 -        | 2005 TO155               | 9 ottobre 2005    | Spacewatch        |
| 391049 -        | 2005 TH161               | 9 ottobre 2005    | Spacewatch        |
| 391050 -        | 2005 TO164               | 9 ottobre 2005    | Spacewatch        |
| 391051 -        | 2005 TG166               | 9 ottobre 2005    | Spacewatch        |
| 391052 -        | 2005 TE167               | 9 ottobre 2005    | Spacewatch        |
| 391053 -        | 2005 TU169               | 27 settembre 2005 | Spacewatch        |
| 391054 -        | 2005 TE176               | 1º ottobre 2005   | Spacewatch        |
| 391055 -        | 2005 TM195               | 1º ottobre 2005   | Spacewatch        |
| 391056 -        | 2005 UK4                 | 12 ottobre 2005   | Spacewatch        |
| 391057 -        | 2005 UW7                 | 26 ottobre 2005   | Rinner, C.        |
| 391058 -        | 2005 UJ36                | 24 ottobre 2005   | Spacewatch        |
| 391059 -        | 2005 UL36                | 24 ottobre 2005   | Spacewatch        |
| 391060 -        | 2005 UB43                | 22 ottobre 2005   | Spacewatch        |
| 391061 -        | 2005 UG43                | 22 ottobre 2005   | Spacewatch        |
| 391062 -        | 2005 UH57                | 24 ottobre 2005   | LONEOS            |
| 391063 -        | 2005 UT59                | 25 ottobre 2005   | Spacewatch        |
| 391064 -        | 2005 UW71                | 23 ottobre 2005   | CSS               |
| 391065 -        | 2005 UN85                | 22 ottobre 2005   | Spacewatch        |
| 391066 -        | 2005 UP85                | 22 ottobre 2005   | Spacewatch        |
| 391067 -        | 2005 UO87                | 22 ottobre 2005   | Spacewatch        |
| 391068 -        | 2005 UZ103               | 22 ottobre 2005   | Spacewatch        |
| 391069 -        | 2005 UT104               | 22 ottobre 2005   | Spacewatch        |
| 391070 -        | 2005 UG107               | 22 ottobre 2005   | Spacewatch        |
| 391071 -        | 2005 UE108               | 22 ottobre 2005   | Spacewatch        |
| 391072 -        | 2005 UP111               | 22 ottobre 2005   | Spacewatch        |
| 391073 -        | 2005 UH116               | 23 ottobre 2005   | CSS               |
| 391074 -        | 2005 UY121               | 5 ottobre 2005    | Spacewatch        |
| 391075 -        | 2005 UZ134               | 25 ottobre 2005   | Mt. Lemmon Survey |
| 391076 -        | 2005 UZ139               | 25 ottobre 2005   | Mt. Lemmon Survey |
| 391077 -        | 2005 UQ155               | 26 ottobre 2005   | LONEOS            |
| 391078 -        | 2005 US162               | 22 ottobre 2005   | Spacewatch        |
| 391079 -        | 2005 UH177               | 24 ottobre 2005   | Spacewatch        |
| 391080 -        | 2005 UQ191               | 27 ottobre 2005   | Mt. Lemmon Survey |
| 391081 -        | 2005 UH208               | 1º ottobre 2005   | Mt. Lemmon Survey |
| 391082 -        | 2005 UT213               | 22 ottobre 2005   | NEAT              |
| 391083 -        | 2005 UE219               | 25 ottobre 2005   | Spacewatch        |
| 391084 -        | 2005 UD230               | 25 ottobre 2005   | Spacewatch        |
| 391085 -        | 2005 UU236               | 25 ottobre 2005   | Spacewatch        |
| 391086 -        | 2005 UX237               | 25 ottobre 2005   | Spacewatch        |
| 391087 -        | 2005 UQ263               | 27 ottobre 2005   | Spacewatch        |
| 391088 -        | 2005 UV274               | 5 ottobre 2005    | Spacewatch        |
| 391089 -        | 2005 UN276               | 24 ottobre 2005   | Spacewatch        |
| 391090 -        | 2005 UK300               | 26 ottobre 2005   | Spacewatch        |
| 391091 -        | 2005 UC310               | 28 ottobre 2005   | Mt. Lemmon Survey |
| 391092 -        | 2005 UG310               | 29 ottobre 2005   | Mt. Lemmon Survey |
| 391093 -        | 2005 UO310               | 29 ottobre 2005   | Spacewatch        |
| 391094 -        | 2005 UO324               | 29 ottobre 2005   | Spacewatch        |
| 391095 -        | 2005 UQ355               | 29 ottobre 2005   | Mt. Lemmon Survey |
| 391096 -        | 2005 UE358               | 7 ottobre 2005    | Spacewatch        |
| 391097 -        | 2005 UT364               | 27 ottobre 2005   | Spacewatch        |
| 391098 -        | 2005 UF367               | 22 ottobre 2005   | Spacewatch        |
| 391099 -        | 2005 UC389               | 28 ottobre 2005   | Mt. Lemmon Survey |
| 391100 -        | 2005 UT393               | 28 ottobre 2005   | LINEAR            |

## 391101-391200
| Nome     | Designazione provvisoria | Data di scoperta | Scopritore        |
| -------- | ------------------------ | ---------------- | ----------------- |
| 391101 - | 2005 UG406               | 30 ottobre 2005  | Spacewatch        |
| 391102 - | 2005 UQ407               | 30 ottobre 2005  | Mt. Lemmon Survey |
| 391103 - | 2005 UA436               | 30 ottobre 2005  | Spacewatch        |
| 391104 - | 2005 UX443               | 30 agosto 2005   | Spacewatch        |
| 391105 - | 2005 UU459               | 27 ottobre 2005  | Mt. Lemmon Survey |
| 391106 - | 2005 UK475               | 22 ottobre 2005  | Spacewatch        |
| 391107 - | 2005 UO478               | 27 ottobre 2005  | Mt. Lemmon Survey |
| 391108 - | 2005 UU514               | 20 ottobre 2005  | Becker, A. C.     |
| 391109 - | 2005 UZ516               | 25 ottobre 2005  | Becker, A. C.     |
| 391110 - | 2005 VT20                | 1º novembre 2005 | Spacewatch        |
| 391111 - | 2005 VK31                | 4 novembre 2005  | Spacewatch        |
| 391112 - | 2005 VR32                | 25 ottobre 2005  | Mt. Lemmon Survey |
| 391113 - | 2005 VX37                | 3 novembre 2005  | Mt. Lemmon Survey |
| 391114 - | 2005 VL41                | 1º novembre 2005 | Mt. Lemmon Survey |
| 391115 - | 2005 VL50                | 2 novembre 2005  | Spacewatch        |
| 391116 - | 2005 VV54                | 4 novembre 2005  | Spacewatch        |
| 391117 - | 2005 VS70                | 1º novembre 2005 | Mt. Lemmon Survey |
| 391118 - | 2005 VM102               | 1º novembre 2005 | Spacewatch        |
| 391119 - | 2005 VP129               | 1º novembre 2005 | Becker, A. C.     |
| 391120 - | 2005 WQ10                | 22 novembre 2005 | Spacewatch        |
| 391121 - | 2005 WP17                | 22 novembre 2005 | Spacewatch        |
| 391122 - | 2005 WY17                | 22 novembre 2005 | Spacewatch        |
| 391123 - | 2005 WS19                | 21 novembre 2005 | Spacewatch        |
| 391124 - | 2005 WX24                | 21 novembre 2005 | Spacewatch        |
| 391125 - | 2005 WY31                | 21 novembre 2005 | Spacewatch        |
| 391126 - | 2005 WQ47                | 25 novembre 2005 | Spacewatch        |
| 391127 - | 2005 WO48                | 25 novembre 2005 | Spacewatch        |
| 391128 - | 2005 WE71                | 13 ottobre 2005  | Spacewatch        |
| 391129 - | 2005 WH79                | 25 novembre 2005 | Spacewatch        |
| 391130 - | 2005 WX139               | 26 novembre 2005 | Mt. Lemmon Survey |
| 391131 - | 2005 WM194               | 29 novembre 2005 | CSS               |
| 391132 - | 2005 XT3                 | 1º dicembre 2005 | Mt. Lemmon Survey |
| 391133 - | 2005 XN12                | 1º dicembre 2005 | LINEAR            |
| 391134 - | 2005 XO40                | 5 dicembre 2005  | Spacewatch        |
| 391135 - | 2005 XM51                | 2 dicembre 2005  | Spacewatch        |
| 391136 - | 2005 XF73                | 6 dicembre 2005  | Spacewatch        |
| 391137 - | 2005 XH80                | 4 dicembre 2005  | Mt. Lemmon Survey |
| 391138 - | 2005 YR                  | 10 novembre 2005 | Mt. Lemmon Survey |
| 391139 - | 2005 YW8                 | 7 dicembre 2005  | Spacewatch        |
| 391140 - | 2005 YK11                | 21 dicembre 2005 | Spacewatch        |
| 391141 - | 2005 YH14                | 22 dicembre 2005 | Spacewatch        |
| 391142 - | 2005 YM46                | 25 dicembre 2005 | Spacewatch        |
| 391143 - | 2005 YN57                | 24 dicembre 2005 | Spacewatch        |
| 391144 - | 2005 YB62                | 24 dicembre 2005 | Spacewatch        |
| 391145 - | 2005 YA64                | 24 dicembre 2005 | Spacewatch        |
| 391146 - | 2005 YF67                | 5 dicembre 2005  | Mt. Lemmon Survey |
| 391147 - | 2005 YH81                | 24 dicembre 2005 | Spacewatch        |
| 391148 - | 2005 YF84                | 24 dicembre 2005 | Spacewatch        |
| 391149 - | 2005 YU85                | 25 dicembre 2005 | Mt. Lemmon Survey |
| 391150 - | 2005 YS87                | 25 dicembre 2005 | Mt. Lemmon Survey |
| 391151 - | 2005 YY93                | 29 dicembre 2005 | LINEAR            |
| 391152 - | 2005 YZ93                | 24 dicembre 2005 | LINEAR            |
| 391153 - | 2005 YR95                | 25 dicembre 2005 | Spacewatch        |
| 391154 - | 2005 YJ105               | 25 dicembre 2005 | Spacewatch        |
| 391155 - | 2005 YT109               | 25 dicembre 2005 | Spacewatch        |
| 391156 - | 2005 YD112               | 25 dicembre 2005 | Mt. Lemmon Survey |
| 391157 - | 2005 YZ137               | 26 dicembre 2005 | Spacewatch        |
| 391158 - | 2005 YW143               | 28 dicembre 2005 | Mt. Lemmon Survey |
| 391159 - | 2005 YT165               | 30 dicembre 2005 | LINEAR            |
| 391160 - | 2005 YW191               | 30 dicembre 2005 | Spacewatch        |
| 391161 - | 2005 YB199               | 25 dicembre 2005 | Spacewatch        |
| 391162 - | 2005 YZ202               | 29 ottobre 2005  | Mt. Lemmon Survey |
| 391163 - | 2005 YQ228               | 25 dicembre 2005 | Spacewatch        |
| 391164 - | 2005 YE285               | 29 dicembre 2005 | Mt. Lemmon Survey |
| 391165 - | 2006 AB25                | 5 gennaio 2006   | Spacewatch        |
| 391166 - | 2006 AY25                | 5 gennaio 2006   | Spacewatch        |
| 391167 - | 2006 AL26                | 5 gennaio 2006   | Spacewatch        |
| 391168 - | 2006 AW39                | 7 gennaio 2006   | Mt. Lemmon Survey |
| 391169 - | 2006 AB41                | 7 gennaio 2006   | Spacewatch        |
| 391170 - | 2006 AW47                | 7 gennaio 2006   | Spacewatch        |
| 391171 - | 2006 AU56                | 28 dicembre 2005 | Spacewatch        |
| 391172 - | 2006 AO60                | 5 gennaio 2006   | Spacewatch        |
| 391173 - | 2006 AL69                | 6 gennaio 2006   | Mt. Lemmon Survey |
| 391174 - | 2006 AN69                | 5 febbraio 1995  | Spacewatch        |
| 391175 - | 2006 BN3                 | 27 dicembre 2005 | Spacewatch        |
| 391176 - | 2006 BS98                | 21 gennaio 2006  | LONEOS            |
| 391177 - | 2006 BT114               | 26 gennaio 2006  | Spacewatch        |
| 391178 - | 2006 BS136               | 28 gennaio 2006  | Mt. Lemmon Survey |
| 391179 - | 2006 BC145               | 8 gennaio 1998   | Spacewatch        |
| 391180 - | 2006 BO165               | 26 gennaio 2006  | Mt. Lemmon Survey |
| 391181 - | 2006 BH178               | 27 gennaio 2006  | Mt. Lemmon Survey |
| 391182 - | 2006 BT192               | 30 gennaio 2006  | Spacewatch        |
| 391183 - | 2006 BA193               | 30 gennaio 2006  | Spacewatch        |
| 391184 - | 2006 BK203               | 31 gennaio 2006  | Spacewatch        |
| 391185 - | 2006 BR216               | 26 gennaio 2006  | LONEOS            |
| 391186 - | 2006 BA226               | 30 gennaio 2006  | Spacewatch        |
| 391187 - | 2006 BU234               | 31 gennaio 2006  | Spacewatch        |
| 391188 - | 2006 BE263               | 21 gennaio 2006  | Spacewatch        |
| 391189 - | 2006 CL16                | 9 gennaio 2006   | Spacewatch        |
| 391190 - | 2006 DO9                 | 21 febbraio 2006 | CSS               |
| 391191 - | 2006 DD50                | 22 febbraio 2006 | CSS               |
| 391192 - | 2006 DM72                | 22 febbraio 2006 | Spacewatch        |
| 391193 - | 2006 DB87                | 24 febbraio 2006 | Spacewatch        |
| 391194 - | 2006 DS125               | 2 febbraio 2006  | Spacewatch        |
| 391195 - | 2006 EC53                | 2 marzo 2006     | Spacewatch        |
| 391196 - | 2006 EU65                | 5 marzo 2006     | Spacewatch        |
| 391197 - | 2006 FX11                | 23 marzo 2006    | Spacewatch        |
| 391198 - | 2006 FC25                | 24 marzo 2006    | Spacewatch        |
| 391199 - | 2006 FX50                | 23 marzo 2006    | CSS               |
| 391200 - | 2006 GH12                | 2 aprile 2006    | Spacewatch        |

## 391201-391300
| Nome              | Designazione provvisoria | Data di scoperta  | Scopritore           |
| ----------------- | ------------------------ | ----------------- | -------------------- |
| 391201 -          | 2006 GZ13                | 2 aprile 2006     | Spacewatch           |
| 391202 -          | 2006 GF26                | 2 aprile 2006     | Spacewatch           |
| 391203 -          | 2006 GN36                | 8 aprile 2006     | Spacewatch           |
| 391204 -          | 2006 HA25                | 20 aprile 2006    | Spacewatch           |
| 391205 -          | 2006 HL39                | 21 aprile 2006    | Spacewatch           |
| 391206 -          | 2006 HD40                | 21 aprile 2006    | Spacewatch           |
| 391207 -          | 2006 HR43                | 24 aprile 2006    | Mt. Lemmon Survey    |
| 391208 -          | 2006 HV47                | 24 aprile 2006    | Spacewatch           |
| 391209 -          | 2006 HD48                | 24 aprile 2006    | Spacewatch           |
| 391210 -          | 2006 HA51                | 26 aprile 2006    | Christophe, B.       |
| 391211 -          | 2006 HZ51                | 27 aprile 2006    | CSS                  |
| 391212 -          | 2006 HQ68                | 24 aprile 2006    | Mt. Lemmon Survey    |
| 391213 -          | 2006 HN72                | 25 aprile 2006    | Spacewatch           |
| 391214 -          | 2006 HF75                | 25 aprile 2006    | Spacewatch           |
| 391215 -          | 2006 HN89                | 20 aprile 2006    | Siding Spring Survey |
| 391216 -          | 2006 HF92                | 21 aprile 2006    | Spacewatch           |
| 391217 -          | 2006 HR92                | 29 aprile 2006    | Spacewatch           |
| 391218 -          | 2006 HY96                | 30 aprile 2006    | Spacewatch           |
| 391219 -          | 2006 HZ117               | 29 aprile 2006    | Spacewatch           |
| 391220 -          | 2006 HK120               | 30 aprile 2006    | Spacewatch           |
| 391221 -          | 2006 HP147               | 27 aprile 2006    | Buie, M. W.          |
| 391222 -          | 2006 JL1                 | 24 aprile 2006    | Spacewatch           |
| 391223 -          | 2006 JH8                 | 1º maggio 2006    | Spacewatch           |
| 391224 -          | 2006 JH16                | 16 gennaio 2005   | Spacewatch           |
| 391225 -          | 2006 JO20                | 24 aprile 2006    | Spacewatch           |
| 391226 -          | 2006 JQ32                | 3 maggio 2006     | Spacewatch           |
| 391227 -          | 2006 JJ35                | 4 maggio 2006     | Spacewatch           |
| 391228 -          | 2006 JZ56                | 10 maggio 2006    | NEAT                 |
| 391229 -          | 2006 JB81                | 9 maggio 2006     | Mt. Lemmon Survey    |
| 391230 -          | 2006 KY                  | 18 maggio 2006    | NEAT                 |
| 391231 -          | 2006 KS6                 | 19 maggio 2006    | Mt. Lemmon Survey    |
| 391232 -          | 2006 KN13                | 20 maggio 2006    | Spacewatch           |
| 391233 -          | 2006 KR44                | 21 maggio 2006    | Spacewatch           |
| 391234 -          | 2006 KL58                | 22 maggio 2006    | Spacewatch           |
| 391235 -          | 2006 KP66                | 24 maggio 2006    | Spacewatch           |
| 391236 -          | 2006 KT80                | 25 maggio 2006    | Mt. Lemmon Survey    |
| 391237 -          | 2006 KJ98                | 26 maggio 2006    | Spacewatch           |
| 391238 -          | 2006 KP112               | 31 maggio 2006    | Mt. Lemmon Survey    |
| 391239 -          | 2006 KE118               | 23 maggio 2006    | CSS                  |
| 391240 -          | 2006 KP134               | 25 maggio 2006    | Wiegert, P. A.       |
| 391241 -          | 2006 OG6                 | 22 giugno 2006    | Spacewatch           |
| 391242 -          | 2006 PL4                 | 12 agosto 2006    | NEAT                 |
| 391243 -          | 2006 PF13                | 14 agosto 2006    | Siding Spring Survey |
| 391244 -          | 2006 QE2                 | 17 agosto 2006    | NEAT                 |
| 391245 -          | 2006 QK8                 | 19 agosto 2006    | Spacewatch           |
| 391246 -          | 2006 QA9                 | 19 agosto 2006    | Spacewatch           |
| 391247 -          | 2006 QC70                | 21 agosto 2006    | Spacewatch           |
| 391248 -          | 2006 QZ74                | 21 agosto 2006    | Spacewatch           |
| 391249 -          | 2006 QD84                | 19 agosto 2006    | Spacewatch           |
| 391250 -          | 2006 QX96                | 16 agosto 2006    | NEAT                 |
| 391251 -          | 2006 QM114               | 27 agosto 2006    | LONEOS               |
| 391252 -          | 2006 QM119               | 28 agosto 2006    | LINEAR               |
| 391253 -          | 2006 QA129               | 8 marzo 2005      | Mt. Lemmon Survey    |
| 391254 -          | 2006 QO150               | 19 agosto 2006    | Spacewatch           |
| 391255 -          | 2006 QH165               | 29 agosto 2006    | CSS                  |
| 391256 -          | 2006 QR166               | 29 agosto 2006    | LONEOS               |
| 391257 Wilwheaton | 2006 RL1                 | 12 settembre 2006 | Pauwels, T.          |
| 391258 -          | 2006 RP33                | 12 settembre 2006 | LINEAR               |
| 391259 -          | 2006 RF48                | 14 settembre 2006 | CSS                  |
| 391260 -          | 2006 RZ54                | 14 settembre 2006 | Spacewatch           |
| 391261 -          | 2006 RA63                | 14 settembre 2006 | CSS                  |
| 391262 -          | 2006 RR77                | 15 settembre 2006 | Spacewatch           |
| 391263 -          | 2006 RW79                | 15 settembre 2006 | Spacewatch           |
| 391264 -          | 2006 RS120               | 15 settembre 2006 | Spacewatch           |
| 391265 -          | 2006 SC17                | 17 settembre 2006 | Spacewatch           |
| 391266 -          | 2006 SV22                | 17 settembre 2006 | LONEOS               |
| 391267 -          | 2006 SE43                | 18 settembre 2006 | Spacewatch           |
| 391268 -          | 2006 SH60                | 18 settembre 2006 | CSS                  |
| 391269 -          | 2006 SN82                | 18 settembre 2006 | LONEOS               |
| 391270 -          | 2006 SL90                | 18 settembre 2006 | Spacewatch           |
| 391271 -          | 2006 SS96                | 18 settembre 2006 | Spacewatch           |
| 391272 -          | 2006 SL112               | 18 agosto 2006    | Spacewatch           |
| 391273 -          | 2006 SV118               | 24 settembre 2006 | Spacewatch           |
| 391274 -          | 2006 SW130               | 15 settembre 2006 | Spacewatch           |
| 391275 -          | 2006 SJ134               | 26 settembre 2006 | Siding Spring Survey |
| 391276 -          | 2006 SJ146               | 19 settembre 2006 | Spacewatch           |
| 391277 -          | 2006 SL148               | 19 settembre 2006 | Spacewatch           |
| 391278 -          | 2006 SU150               | 19 settembre 2006 | Spacewatch           |
| 391279 -          | 2006 SA165               | 17 settembre 2006 | CSS                  |
| 391280 -          | 2006 SL168               | 25 settembre 2006 | Spacewatch           |
| 391281 -          | 2006 SR171               | 17 settembre 2006 | Spacewatch           |
| 391282 -          | 2006 SV179               | 25 settembre 2006 | Spacewatch           |
| 391283 -          | 2006 ST188               | 26 settembre 2006 | CSS                  |
| 391284 -          | 2006 SM194               | 26 settembre 2006 | Spacewatch           |
| 391285 -          | 2006 SQ219               | 23 settembre 2006 | Spacewatch           |
| 391286 -          | 2006 SF229               | 26 settembre 2006 | Spacewatch           |
| 391287 -          | 2006 SH230               | 26 settembre 2006 | LINEAR               |
| 391288 -          | 2006 SB231               | 17 settembre 2006 | Spacewatch           |
| 391289 -          | 2006 SP260               | 26 settembre 2006 | Mt. Lemmon Survey    |
| 391290 -          | 2006 SB265               | 26 settembre 2006 | Spacewatch           |
| 391291 -          | 2006 SB269               | 26 settembre 2006 | Spacewatch           |
| 391292 -          | 2006 SP293               | 25 settembre 2006 | Spacewatch           |
| 391293 -          | 2006 SD298               | 25 settembre 2006 | Mt. Lemmon Survey    |
| 391294 -          | 2006 SB300               | 18 settembre 2006 | LONEOS               |
| 391295 -          | 2006 SD303               | 19 aprile 2004    | Spacewatch           |
| 391296 -          | 2006 SZ309               | 27 settembre 2006 | Spacewatch           |
| 391297 -          | 2006 SA317               | 27 settembre 2006 | Spacewatch           |
| 391298 -          | 2006 SU321               | 11 aprile 2003    | Spacewatch           |
| 391299 -          | 2006 SF325               | 19 settembre 2006 | Spacewatch           |
| 391300 -          | 2006 SH360               | 30 settembre 2006 | Mt. Lemmon Survey    |

## 391301-391400
| Nome     | Designazione provvisoria | Data di scoperta  | Scopritore        |
| -------- | ------------------------ | ----------------- | ----------------- |
| 391301 - | 2006 SP375               | 17 settembre 2006 | Becker, A. C.     |
| 391302 - | 2006 SJ378               | 18 settembre 2006 | Becker, A. C.     |
| 391303 - | 2006 SQ379               | 20 settembre 2006 | Becker, A. C.     |
| 391304 - | 2006 SV384               | 29 settembre 2006 | Becker, A. C.     |
| 391305 - | 2006 SJ385               | 29 settembre 2006 | Becker, A. C.     |
| 391306 - | 2006 ST401               | 30 settembre 2006 | Mt. Lemmon Survey |
| 391307 - | 2006 SK402               | 25 settembre 2006 | Mt. Lemmon Survey |
| 391308 - | 2006 SS409               | 18 settembre 2006 | Spacewatch        |
| 391309 - | 2006 TN16                | 18 settembre 2006 | Spacewatch        |
| 391310 - | 2006 TM25                | 25 settembre 2006 | Mt. Lemmon Survey |
| 391311 - | 2006 TL26                | 4 ottobre 2006    | Mt. Lemmon Survey |
| 391312 - | 2006 TM41                | 25 settembre 2006 | Mt. Lemmon Survey |
| 391313 - | 2006 TL44                | 12 ottobre 2006   | Spacewatch        |
| 391314 - | 2006 TY53                | 12 ottobre 2006   | Spacewatch        |
| 391315 - | 2006 TT69                | 11 ottobre 2006   | NEAT              |
| 391316 - | 2006 TD76                | 11 ottobre 2006   | NEAT              |
| 391317 - | 2006 TN80                | 13 ottobre 2006   | Spacewatch        |
| 391318 - | 2006 TB82                | 13 ottobre 2006   | Spacewatch        |
| 391319 - | 2006 TX82                | 13 ottobre 2006   | Spacewatch        |
| 391320 - | 2006 TS83                | 13 ottobre 2006   | Spacewatch        |
| 391321 - | 2006 TD86                | 13 ottobre 2006   | Spacewatch        |
| 391322 - | 2006 TJ87                | 2 ottobre 2006    | Mt. Lemmon Survey |
| 391323 - | 2006 TL101               | 15 ottobre 2006   | Spacewatch        |
| 391324 - | 2006 TC103               | 15 ottobre 2006   | Spacewatch        |
| 391325 - | 2006 TY108               | 2 ottobre 2006    | Spacewatch        |
| 391326 - | 2006 TC115               | 1º ottobre 2006   | Becker, A. C.     |
| 391327 - | 2006 TG116               | 2 ottobre 2006    | Becker, A. C.     |
| 391328 - | 2006 TB120               | 12 ottobre 2006   | Becker, A. C.     |
| 391329 - | 2006 TM120               | 12 ottobre 2006   | Becker, A. C.     |
| 391330 - | 2006 TA126               | 2 ottobre 2006    | Mt. Lemmon Survey |
| 391331 - | 2006 UY5                 | 16 ottobre 2006   | Spacewatch        |
| 391332 - | 2006 UP12                | 2 ottobre 2006    | Mt. Lemmon Survey |
| 391333 - | 2006 UH15                | 17 ottobre 2006   | Mt. Lemmon Survey |
| 391334 - | 2006 UW18                | 16 ottobre 2006   | Spacewatch        |
| 391335 - | 2006 UZ29                | 16 ottobre 2006   | Spacewatch        |
| 391336 - | 2006 UU45                | 16 ottobre 2006   | Spacewatch        |
| 391337 - | 2006 UH65                | 25 settembre 2006 | Spacewatch        |
| 391338 - | 2006 UB79                | 17 ottobre 2006   | Spacewatch        |
| 391339 - | 2006 UV87                | 17 ottobre 2006   | Mt. Lemmon Survey |
| 391340 - | 2006 UE92                | 18 ottobre 2006   | Spacewatch        |
| 391341 - | 2006 UY97                | 2 ottobre 2006    | Mt. Lemmon Survey |
| 391342 - | 2006 UT102               | 18 ottobre 2006   | Spacewatch        |
| 391343 - | 2006 UE103               | 2 ottobre 2006    | Mt. Lemmon Survey |
| 391344 - | 2006 UG118               | 26 settembre 2006 | Mt. Lemmon Survey |
| 391345 - | 2006 US118               | 18 settembre 2006 | Spacewatch        |
| 391346 - | 2006 UO157               | 21 ottobre 2006   | Mt. Lemmon Survey |
| 391347 - | 2006 UH177               | 17 settembre 1995 | Spacewatch        |
| 391348 - | 2006 UN214               | 23 ottobre 2006   | Spacewatch        |
| 391349 - | 2006 UE217               | 28 ottobre 2006   | Dixon, D. S.      |
| 391350 - | 2006 UG222               | 17 ottobre 2006   | CSS               |
| 391351 - | 2006 UP226               | 20 ottobre 2006   | NEAT              |
| 391352 - | 2006 UY228               | 3 ottobre 2006    | Mt. Lemmon Survey |
| 391353 - | 2006 UB256               | 27 settembre 2006 | Mt. Lemmon Survey |
| 391354 - | 2006 UC257               | 28 ottobre 2006   | Spacewatch        |
| 391355 - | 2006 UJ267               | 27 ottobre 2006   | Mt. Lemmon Survey |
| 391356 - | 2006 UN290               | 18 ottobre 2006   | Spacewatch        |
| 391357 - | 2006 US306               | 30 settembre 2006 | Mt. Lemmon Survey |
| 391358 - | 2006 UX314               | 19 ottobre 2006   | Buie, M. W.       |
| 391359 - | 2006 UK332               | 21 ottobre 2006   | Becker, A. C.     |
| 391360 - | 2006 UQ333               | 22 ottobre 2006   | Becker, A. C.     |
| 391361 - | 2006 VZ10                | 11 novembre 2006  | Mt. Lemmon Survey |
| 391362 - | 2006 VJ11                | 16 ottobre 2006   | Spacewatch        |
| 391363 - | 2006 VF36                | 11 novembre 2006  | Mt. Lemmon Survey |
| 391364 - | 2006 VG53                | 11 novembre 2006  | Spacewatch        |
| 391365 - | 2006 VL57                | 21 ottobre 2006   | Mt. Lemmon Survey |
| 391366 - | 2006 VV71                | 11 novembre 2006  | Mt. Lemmon Survey |
| 391367 - | 2006 VM105               | 13 novembre 2006  | Spacewatch        |
| 391368 - | 2006 VN122               | 14 novembre 2006  | Spacewatch        |
| 391369 - | 2006 VO130               | 15 novembre 2006  | Spacewatch        |
| 391370 - | 2006 VO131               | 15 novembre 2006  | Spacewatch        |
| 391371 - | 2006 VM170               | 15 novembre 2006  | Spacewatch        |
| 391372 - | 2006 VQ171               | 1º novembre 2006  | Spacewatch        |
| 391373 - | 2006 WJ4                 | 20 novembre 2006  | Birtwhistle, P.   |
| 391374 - | 2006 WM12                | 16 novembre 2006  | Spacewatch        |
| 391375 - | 2006 WG14                | 16 novembre 2006  | Mt. Lemmon Survey |
| 391376 - | 2006 WV21                | 17 novembre 2006  | Mt. Lemmon Survey |
| 391377 - | 2006 WM23                | 17 novembre 2006  | Mt. Lemmon Survey |
| 391378 - | 2006 WC44                | 28 settembre 2006 | Mt. Lemmon Survey |
| 391379 - | 2006 WP62                | 17 novembre 2006  | Mt. Lemmon Survey |
| 391380 - | 2006 WY94                | 19 novembre 2006  | Spacewatch        |
| 391381 - | 2006 WO97                | 19 novembre 2006  | Spacewatch        |
| 391382 - | 2006 WS108               | 11 novembre 2006  | Mt. Lemmon Survey |
| 391383 - | 2006 WK111               | 19 novembre 2006  | Spacewatch        |
| 391384 - | 2006 WN134               | 18 novembre 2006  | Mt. Lemmon Survey |
| 391385 - | 2006 WR138               | 19 novembre 2006  | CSS               |
| 391386 - | 2006 WK149               | 20 novembre 2006  | Spacewatch        |
| 391387 - | 2006 WJ164               | 23 novembre 2006  | Spacewatch        |
| 391388 - | 2006 WP164               | 20 ottobre 2006   | Mt. Lemmon Survey |
| 391389 - | 2006 WD171               | 31 ottobre 2006   | Mt. Lemmon Survey |
| 391390 - | 2006 WR173               | 23 novembre 2006  | Mt. Lemmon Survey |
| 391391 - | 2006 WW186               | 23 novembre 2006  | Mt. Lemmon Survey |
| 391392 - | 2006 XU32                | 10 novembre 2006  | Spacewatch        |
| 391393 - | 2006 YG22                | 21 dicembre 2006  | Mt. Lemmon Survey |
| 391394 - | 2007 AW22                | 13 dicembre 2006  | Mt. Lemmon Survey |
| 391395 - | 2007 AY22                | 10 gennaio 2007   | Mt. Lemmon Survey |
| 391396 - | 2007 BY5                 | 17 gennaio 2007   | NEAT              |
| 391397 - | 2007 BW8                 | 16 marzo 2004     | Spacewatch        |
| 391398 - | 2007 BZ11                | 17 gennaio 2007   | Spacewatch        |
| 391399 - | 2007 BH20                | 10 gennaio 2007   | Spacewatch        |
| 391400 - | 2007 BC38                | 13 aprile 2004    | Spacewatch        |

## 391401-391500
| Nome                 | Designazione provvisoria | Data di scoperta | Scopritore               |
| -------------------- | ------------------------ | ---------------- | ------------------------ |
| 391401 -             | 2007 BK65                | 27 gennaio 2007  | Mt. Lemmon Survey        |
| 391402 -             | 2007 CP2                 | 6 febbraio 2007  | Spacewatch               |
| 391403 -             | 2007 CP4                 | 6 febbraio 2007  | Mt. Lemmon Survey        |
| 391404 -             | 2007 CA22                | 6 febbraio 2007  | NEAT                     |
| 391405 -             | 2007 CR28                | 6 febbraio 2007  | Mt. Lemmon Survey        |
| 391406 -             | 2007 CG45                | 8 febbraio 2007  | NEAT                     |
| 391407 -             | 2007 CL62                | 13 febbraio 2007 | LINEAR                   |
| 391408 -             | 2007 DU6                 | 17 febbraio 2007 | Mt. Lemmon Survey        |
| 391409 -             | 2007 DK17                | 17 febbraio 2007 | Spacewatch               |
| 391410 -             | 2007 DS19                | 17 febbraio 2007 | Spacewatch               |
| 391411 -             | 2007 DS23                | 17 febbraio 2007 | Spacewatch               |
| 391412 -             | 2007 DG26                | 17 febbraio 2007 | Spacewatch               |
| 391413 -             | 2007 DB29                | 17 febbraio 2007 | Spacewatch               |
| 391414 -             | 2007 DH31                | 17 febbraio 2007 | Spacewatch               |
| 391415 -             | 2007 DH33                | 17 febbraio 2007 | Spacewatch               |
| 391416 -             | 2007 DR72                | 21 febbraio 2007 | Spacewatch               |
| 391417 -             | 2007 DE76                | 21 febbraio 2007 | Spacewatch               |
| 391418 -             | 2007 DJ76                | 21 febbraio 2007 | Spacewatch               |
| 391419 -             | 2007 DY86                | 23 febbraio 2007 | Mt. Lemmon Survey        |
| 391420 -             | 2007 DT93                | 23 febbraio 2007 | Spacewatch               |
| 391421 -             | 2007 DH99                | 25 febbraio 2007 | Mt. Lemmon Survey        |
| 391422 -             | 2007 DT112               | 26 febbraio 2007 | Mt. Lemmon Survey        |
| 391423 -             | 2007 EK11                | 8 febbraio 2007  | Spacewatch               |
| 391424 -             | 2007 EC12                | 9 marzo 2007     | CSS                      |
| 391425 -             | 2007 EH25                | 10 marzo 2007    | Mt. Lemmon Survey        |
| 391426 -             | 2007 EY27                | 9 marzo 2007     | CSS                      |
| 391427 -             | 2007 EU32                | 10 marzo 2007    | Spacewatch               |
| 391428 -             | 2007 EP43                | 9 marzo 2007     | Spacewatch               |
| 391429 -             | 2007 EZ54                | 1º novembre 2005 | Mt. Lemmon Survey        |
| 391430 -             | 2007 EO64                | 10 marzo 2007    | Mt. Lemmon Survey        |
| 391431 -             | 2007 EG69                | 10 marzo 2007    | Spacewatch               |
| 391432 -             | 2007 EL70                | 10 marzo 2007    | Spacewatch               |
| 391433 -             | 2007 ED71                | 10 marzo 2007    | Spacewatch               |
| 391434 -             | 2007 ER92                | 10 marzo 2007    | Mt. Lemmon Survey        |
| 391435 -             | 2007 ER99                | 11 marzo 2007    | Spacewatch               |
| 391436 -             | 2007 EL102               | 11 marzo 2007    | Spacewatch               |
| 391437 -             | 2007 EE118               | 13 marzo 2007    | Mt. Lemmon Survey        |
| 391438 -             | 2007 ES129               | 23 febbraio 2007 | Mt. Lemmon Survey        |
| 391439 -             | 2007 EP148               | 12 marzo 2007    | Mt. Lemmon Survey        |
| 391440 -             | 2007 EZ149               | 26 febbraio 2007 | Mt. Lemmon Survey        |
| 391441 -             | 2007 ES168               | 13 marzo 2007    | Spacewatch               |
| 391442 -             | 2007 EW173               | 14 marzo 2007    | Spacewatch               |
| 391443 -             | 2007 EW178               | 14 marzo 2007    | Spacewatch               |
| 391444 -             | 2007 EF190               | 13 marzo 2007    | Mt. Lemmon Survey        |
| 391445 -             | 2007 EU195               | 15 marzo 2007    | Mt. Lemmon Survey        |
| 391446 -             | 2007 EV199               | 9 marzo 2007     | CSS                      |
| 391447 -             | 2007 EZ206               | 14 marzo 2007    | LONEOS                   |
| 391448 -             | 2007 ET215               | 12 marzo 2007    | CSS                      |
| 391449 -             | 2007 FL1                 | 17 marzo 2007    | CSS                      |
| 391450 -             | 2007 FC4                 | 18 marzo 2007    | Nyukasa                  |
| 391451 -             | 2007 FE20                | 23 marzo 2007    | Siding Spring Survey     |
| 391452 -             | 2007 FA32                | 20 marzo 2007    | Spacewatch               |
| 391453 -             | 2007 FB33                | 20 marzo 2007    | Spacewatch               |
| 391454 -             | 2007 GS13                | 11 aprile 2007   | Spacewatch               |
| 391455 -             | 2007 GA15                | 11 aprile 2007   | Mt. Lemmon Survey        |
| 391456 -             | 2007 GQ20                | 11 aprile 2007   | Mt. Lemmon Survey        |
| 391457 -             | 2007 GS39                | 14 aprile 2007   | Spacewatch               |
| 391458 -             | 2007 GG48                | 14 aprile 2007   | Spacewatch               |
| 391459 -             | 2007 GY48                | 14 aprile 2007   | Spacewatch               |
| 391460 -             | 2007 GH52                | 14 aprile 2007   | Spacewatch               |
| 391461 -             | 2007 GY53                | 14 aprile 2007   | Spacewatch               |
| 391462 -             | 2007 GB57                | 15 aprile 2007   | Spacewatch               |
| 391463 -             | 2007 GM60                | 15 aprile 2007   | Spacewatch               |
| 391464 -             | 2007 GN70                | 15 aprile 2007   | Mt. Lemmon Survey        |
| 391465 -             | 2007 GF71                | 26 marzo 2007    | Spacewatch               |
| 391466 -             | 2007 GW73                | 15 aprile 2007   | Spacewatch               |
| 391467 -             | 2007 GJ76                | 1º ottobre 2005  | Mt. Lemmon Survey        |
| 391468 -             | 2007 HP23                | 18 aprile 2007   | Spacewatch               |
| 391469 -             | 2007 HA25                | 18 aprile 2007   | Spacewatch               |
| 391470 -             | 2007 HK27                | 13 marzo 2007    | Mt. Lemmon Survey        |
| 391471 -             | 2007 HA28                | 18 aprile 2007   | Spacewatch               |
| 391472 -             | 2007 HB29                | 19 aprile 2007   | Mt. Lemmon Survey        |
| 391473 -             | 2007 HE29                | 19 aprile 2007   | Mt. Lemmon Survey        |
| 391474 -             | 2007 HN29                | 19 aprile 2007   | Mt. Lemmon Survey        |
| 391475 -             | 2007 HH30                | 9 marzo 2007     | Spacewatch               |
| 391476 -             | 2007 HU38                | 20 aprile 2007   | Mt. Lemmon Survey        |
| 391477 -             | 2007 HF61                | 17 ottobre 2001  | Spacewatch               |
| 391478 -             | 2007 HH66                | 22 aprile 2007   | Mt. Lemmon Survey        |
| 391479 -             | 2007 HK69                | 24 marzo 2003    | Spacewatch               |
| 391480 -             | 2007 HK78                | 21 gennaio 1993  | Spacewatch               |
| 391481 -             | 2007 HK85                | 4 dicembre 2005  | Spacewatch               |
| 391482 -             | 2007 HG96                | 19 aprile 2007   | Spacewatch               |
| 391483 -             | 2007 JY                  | 6 maggio 2007    | Spacewatch               |
| 391484 -             | 2007 JQ11                | 7 maggio 2007    | Spacewatch               |
| 391485 -             | 2007 JV13                | 9 maggio 2007    | Mt. Lemmon Survey        |
| 391486 -             | 2007 JB17                | 7 maggio 2007    | Spacewatch               |
| 391487 -             | 2007 JK25                | 4 dicembre 2005  | Spacewatch               |
| 391488 -             | 2007 JE35                | 11 maggio 2007   | Siding Spring Survey     |
| 391489 -             | 2007 LG3                 | 8 giugno 2007    | CSS                      |
| 391490 -             | 2007 LZ3                 | 8 giugno 2007    | Spacewatch               |
| 391491 -             | 2007 LR26                | 14 giugno 2007   | Spacewatch               |
| 391492 -             | 2007 MS20                | 24 giugno 2007   | Hoenig, S. F., Teamo, N. |
| 391493 -             | 2007 OJ7                 | 21 luglio 2007   | Siding Spring Survey     |
| 391494 -             | 2007 OF10                | 18 luglio 2007   | Mt. Lemmon Survey        |
| 391495 -             | 2007 OV10                | 18 luglio 2007   | Mt. Lemmon Survey        |
| 391496 Colineldridge | 2007 PG9                 | 11 agosto 2007   | Luckas, P.               |
| 391497 -             | 2007 PP13                | 8 agosto 2007    | LINEAR                   |
| 391498 -             | 2007 PO14                | 8 agosto 2007    | LINEAR                   |
| 391499 -             | 2007 PG21                | 9 agosto 2007    | LINEAR                   |
| 391500 -             | 2007 PF32                | 8 agosto 2007    | LINEAR                   |

## 391501-391600
| Nome               | Designazione provvisoria | Data di scoperta  | Scopritore              |
| ------------------ | ------------------------ | ----------------- | ----------------------- |
| 391501 -           | 2007 PV34                | 9 agosto 2007     | Spacewatch              |
| 391502 -           | 2007 PL43                | 10 agosto 2007    | Spacewatch              |
| 391503 -           | 2007 PU45                | 9 agosto 2007     | Spacewatch              |
| 391504 -           | 2007 RP2                 | 2 settembre 2007  | Mt. Lemmon Survey       |
| 391505 -           | 2007 RC8                 | 22 gennaio 2006   | CSS                     |
| 391506 -           | 2007 RW9                 | 5 settembre 2007  | Sarneczky, K., Kiss, L. |
| 391507 -           | 2007 RP13                | 11 settembre 2007 | Tucker, R. A.           |
| 391508 -           | 2007 RV17                | 13 settembre 2007 | Mt. Lemmon Survey       |
| 391509 -           | 2007 RS56                | 9 settembre 2007  | Spacewatch              |
| 391510 -           | 2007 RV61                | 10 agosto 2007    | Spacewatch              |
| 391511 -           | 2007 RK69                | 10 settembre 2007 | Spacewatch              |
| 391512 -           | 2007 RJ96                | 10 settembre 2007 | Spacewatch              |
| 391513 -           | 2007 RG97                | 10 settembre 2007 | Mt. Lemmon Survey       |
| 391514 -           | 2007 RR116               | 11 settembre 2007 | Spacewatch              |
| 391515 -           | 2007 RY123               | 12 settembre 2007 | CSS                     |
| 391516 -           | 2007 RG137               | 14 settembre 2007 | Mt. Lemmon Survey       |
| 391517 -           | 2007 RP163               | 10 settembre 2007 | Spacewatch              |
| 391518 -           | 2007 RG164               | 10 settembre 2007 | Spacewatch              |
| 391519 -           | 2007 RX171               | 10 settembre 2007 | Spacewatch              |
| 391520 -           | 2007 RZ177               | 10 settembre 2007 | Spacewatch              |
| 391521 -           | 2007 RD178               | 10 settembre 2007 | Spacewatch              |
| 391522 -           | 2007 RX179               | 10 settembre 2007 | Mt. Lemmon Survey       |
| 391523 -           | 2007 RH192               | 12 settembre 2007 | CSS                     |
| 391524 -           | 2007 RM199               | 13 settembre 2007 | Spacewatch              |
| 391525 -           | 2007 RM208               | 10 settembre 2007 | Spacewatch              |
| 391526 -           | 2007 RV215               | 12 settembre 2007 | Spacewatch              |
| 391527 -           | 2007 RA222               | 14 settembre 2007 | Mt. Lemmon Survey       |
| 391528 -           | 2007 RF233               | 12 settembre 2007 | CSS                     |
| 391529 -           | 2007 RK269               | 16 febbraio 2001  | LINEAR                  |
| 391530 -           | 2007 RO279               | 14 agosto 2007    | Siding Spring Survey    |
| 391531 -           | 2007 RV281               | 1º settembre 2007 | Siding Spring Survey    |
| 391532 Markdowning | 2007 RK282               | 8 settembre 2007  | Wasserman, L. H.        |
| 391533 -           | 2007 RJ297               | 10 settembre 2007 | Spacewatch              |
| 391534 -           | 2007 RJ299               | 9 settembre 2007  | Mt. Lemmon Survey       |
| 391535 -           | 2007 RY300               | 12 settembre 2007 | Mt. Lemmon Survey       |
| 391536 -           | 2007 RC309               | 10 settembre 2007 | Mt. Lemmon Survey       |
| 391537 -           | 2007 RP309               | 12 settembre 2007 | CSS                     |
| 391538 -           | 2007 RN321               | 14 settembre 2007 | LINEAR                  |
| 391539 -           | 2007 RT323               | 11 settembre 2007 | Mt. Lemmon Survey       |
| 391540 -           | 2007 RT324               | 11 settembre 2007 | Mt. Lemmon Survey       |
| 391541 -           | 2007 SB14                | 20 settembre 2007 | CSS                     |
| 391542 -           | 2007 SA19                | 25 settembre 2007 | Mt. Lemmon Survey       |
| 391543 -           | 2007 SQ19                | 25 settembre 2007 | Mt. Lemmon Survey       |
| 391544 -           | 2007 SU19                | 25 settembre 2007 | Mt. Lemmon Survey       |
| 391545 -           | 2007 TB1                 | 4 ottobre 2007    | Siding Spring Survey    |
| 391546 -           | 2007 TL7                 | 7 ottobre 2007    | Ries, W.                |
| 391547 -           | 2007 TR13                | 6 ottobre 2007    | LINEAR                  |
| 391548 -           | 2007 TD27                | 14 settembre 2007 | Mt. Lemmon Survey       |
| 391549 -           | 2007 TR33                | 25 marzo 2006     | Spacewatch              |
| 391550 -           | 2007 TT48                | 4 ottobre 2007    | Spacewatch              |
| 391551 -           | 2007 TR49                | 4 ottobre 2007    | Spacewatch              |
| 391552 -           | 2007 TA56                | 4 ottobre 2007    | Spacewatch              |
| 391553 -           | 2007 TT59                | 14 settembre 2007 | Spacewatch              |
| 391554 -           | 2007 TW60                | 6 ottobre 2007    | Spacewatch              |
| 391555 -           | 2007 TZ61                | 7 ottobre 2007    | Mt. Lemmon Survey       |
| 391556 -           | 2007 TU65                | 9 ottobre 2007    | LINEAR                  |
| 391557 -           | 2007 TQ71                | 13 ottobre 2007   | Bickel, W.              |
| 391558 -           | 2007 TF81                | 7 ottobre 2007    | Mt. Lemmon Survey       |
| 391559 -           | 2007 TX98                | 8 ottobre 2007    | Mt. Lemmon Survey       |
| 391560 -           | 2007 TM112               | 17 ottobre 1996   | Spacewatch              |
| 391561 -           | 2007 TH129               | 6 ottobre 2007    | Spacewatch              |
| 391562 -           | 2007 TB134               | 7 ottobre 2007    | Mt. Lemmon Survey       |
| 391563 -           | 2007 TN134               | 11 maggio 2005    | Mt. Lemmon Survey       |
| 391564 -           | 2007 TT154               | 9 ottobre 2007    | LINEAR                  |
| 391565 -           | 2007 TM162               | 11 ottobre 2007   | LINEAR                  |
| 391566 -           | 2007 TH191               | 24 agosto 2007    | Spacewatch              |
| 391567 -           | 2007 TZ200               | 8 ottobre 2007    | Spacewatch              |
| 391568 -           | 2007 TY203               | 8 ottobre 2007    | Mt. Lemmon Survey       |
| 391569 -           | 2007 TJ218               | 7 ottobre 2007    | Spacewatch              |
| 391570 -           | 2007 TS220               | 8 ottobre 2007    | Spacewatch              |
| 391571 -           | 2007 TW228               | 8 ottobre 2007    | Spacewatch              |
| 391572 -           | 2007 TO233               | 14 settembre 2007 | Mt. Lemmon Survey       |
| 391573 -           | 2007 TA236               | 9 ottobre 2007    | Mt. Lemmon Survey       |
| 391574 -           | 2007 TZ240               | 7 ottobre 2007    | Mt. Lemmon Survey       |
| 391575 -           | 2007 TL254               | 8 ottobre 2007    | Mt. Lemmon Survey       |
| 391576 -           | 2007 TW259               | 10 ottobre 2007   | Mt. Lemmon Survey       |
| 391577 -           | 2007 TW268               | 9 ottobre 2007    | Spacewatch              |
| 391578 -           | 2007 TF322               | 11 ottobre 2007   | CSS                     |
| 391579 -           | 2007 TG322               | 11 ottobre 2007   | Spacewatch              |
| 391580 -           | 2007 TF329               | 11 ottobre 2007   | Spacewatch              |
| 391581 -           | 2007 TB342               | 4 aprile 2005     | Spacewatch              |
| 391582 -           | 2007 TU362               | 14 ottobre 2007   | Mt. Lemmon Survey       |
| 391583 -           | 2007 TY362               | 14 settembre 2007 | Mt. Lemmon Survey       |
| 391584 -           | 2007 TB366               | 13 settembre 2007 | Mt. Lemmon Survey       |
| 391585 -           | 2007 TS374               | 19 settembre 2007 | Spacewatch              |
| 391586 -           | 2007 TA381               | 14 ottobre 2007   | Spacewatch              |
| 391587 -           | 2007 TL387               | 13 ottobre 2007   | Spacewatch              |
| 391588 -           | 2007 TC405               | 15 ottobre 2007   | Spacewatch              |
| 391589 -           | 2007 TP425               | 8 ottobre 2007    | Mt. Lemmon Survey       |
| 391590 -           | 2007 TR428               | 11 ottobre 2007   | Spacewatch              |
| 391591 -           | 2007 TK434               | 9 ottobre 2007    | Spacewatch              |
| 391592 -           | 2007 TT435               | 14 ottobre 2007   | Mt. Lemmon Survey       |
| 391593 -           | 2007 TW444               | 11 ottobre 2007   | CSS                     |
| 391594 -           | 2007 UK1                 | 16 ottobre 2007   | BATTeRS                 |
| 391595 -           | 2007 UR2                 | 18 ottobre 2007   | LINEAR                  |
| 391596 -           | 2007 UQ7                 | 16 ottobre 2007   | CSS                     |
| 391597 -           | 2007 UJ13                | 16 ottobre 2007   | Mt. Lemmon Survey       |
| 391598 -           | 2007 UX26                | 17 settembre 1998 | ODAS                    |
| 391599 -           | 2007 UD29                | 5 settembre 2007  | CSS                     |
| 391600 -           | 2007 UY30                | 19 ottobre 2007   | CSS                     |

## 391601-391700
| Nome     | Designazione provvisoria | Data di scoperta | Scopritore        |
| -------- | ------------------------ | ---------------- | ----------------- |
| 391601 - | 2007 UJ39                | 20 ottobre 2007  | CSS               |
| 391602 - | 2007 UC56                | 30 ottobre 2007  | Spacewatch        |
| 391603 - | 2007 UR77                | 30 ottobre 2007  | Spacewatch        |
| 391604 - | 2007 UA78                | 30 ottobre 2007  | Spacewatch        |
| 391605 - | 2007 UN92                | 12 ottobre 2007  | Spacewatch        |
| 391606 - | 2007 UF113               | 30 ottobre 2007  | Spacewatch        |
| 391607 - | 2007 UP126               | 16 ottobre 2007  | Mt. Lemmon Survey |
| 391608 - | 2007 UE129               | 16 ottobre 2007  | Mt. Lemmon Survey |
| 391609 - | 2007 UT130               | 20 ottobre 2007  | Mt. Lemmon Survey |
| 391610 - | 2007 UU134               | 20 ottobre 2007  | Mt. Lemmon Survey |
| 391611 - | 2007 UL140               | 16 ottobre 2007  | CSS               |
| 391612 - | 2007 UQ141               | 18 ottobre 2007  | Spacewatch        |
| 391613 - | 2007 VU3                 | 2 novembre 2007  | Chante-Perdrix    |
| 391614 - | 2007 VO21                | 2 novembre 2007  | Mt. Lemmon Survey |
| 391615 - | 2007 VS22                | 2 novembre 2007  | Mt. Lemmon Survey |
| 391616 - | 2007 VK23                | 11 ottobre 2007  | CSS               |
| 391617 - | 2007 VP48                | 1º novembre 2007 | Spacewatch        |
| 391618 - | 2007 VD51                | 1º novembre 2007 | Spacewatch        |
| 391619 - | 2007 VT52                | 20 ottobre 2007  | Mt. Lemmon Survey |
| 391620 - | 2007 VJ53                | 1º novembre 2007 | Spacewatch        |
| 391621 - | 2007 VE54                | 1º novembre 2007 | Spacewatch        |
| 391622 - | 2007 VU65                | 2 novembre 2007  | Mt. Lemmon Survey |
| 391623 - | 2007 VV66                | 2 novembre 2007  | Spacewatch        |
| 391624 - | 2007 VZ101               | 2 novembre 2007  | Mt. Lemmon Survey |
| 391625 - | 2007 VY108               | 10 ottobre 2007  | Mt. Lemmon Survey |
| 391626 - | 2007 VJ109               | 3 novembre 2007  | Spacewatch        |
| 391627 - | 2007 VK114               | 3 novembre 2007  | Spacewatch        |
| 391628 - | 2007 VU118               | 4 novembre 2007  | Spacewatch        |
| 391629 - | 2007 VX133               | 18 ottobre 2007  | Spacewatch        |
| 391630 - | 2007 VO141               | 4 novembre 2007  | Spacewatch        |
| 391631 - | 2007 VT141               | 20 ottobre 2007  | Mt. Lemmon Survey |
| 391632 - | 2007 VR152               | 2 novembre 2007  | Mt. Lemmon Survey |
| 391633 - | 2007 VG160               | 5 novembre 2007  | Spacewatch        |
| 391634 - | 2007 VS178               | 7 novembre 2007  | Mt. Lemmon Survey |
| 391635 - | 2007 VV208               | 20 ottobre 2007  | CSS               |
| 391636 - | 2007 VJ220               | 9 novembre 2007  | Spacewatch        |
| 391637 - | 2007 VT232               | 7 novembre 2007  | Spacewatch        |
| 391638 - | 2007 VC247               | 9 ottobre 2007   | Spacewatch        |
| 391639 - | 2007 VZ254               | 11 novembre 2007 | Mt. Lemmon Survey |
| 391640 - | 2007 VG257               | 7 novembre 2007  | Spacewatch        |
| 391641 - | 2007 VX266               | 13 novembre 2007 | CSS               |
| 391642 - | 2007 VF267               | 15 novembre 2007 | CSS               |
| 391643 - | 2007 VO270               | 7 novembre 2007  | Spacewatch        |
| 391644 - | 2007 VF282               | 16 ottobre 2007  | Mt. Lemmon Survey |
| 391645 - | 2007 VR282               | 3 novembre 2007  | Spacewatch        |
| 391646 - | 2007 VY289               | 14 novembre 2007 | CSS               |
| 391647 - | 2007 VU290               | 14 novembre 2007 | Spacewatch        |
| 391648 - | 2007 VA293               | 15 novembre 2007 | Mt. Lemmon Survey |
| 391649 - | 2007 VB306               | 14 novembre 2007 | Spacewatch        |
| 391650 - | 2007 VQ310               | 9 novembre 2007  | Mt. Lemmon Survey |
| 391651 - | 2007 VQ314               | 2 novembre 2007  | Mt. Lemmon Survey |
| 391652 - | 2007 VY319               | 2 novembre 2007  | LINEAR            |
| 391653 - | 2007 VZ329               | 2 novembre 2007  | Mt. Lemmon Survey |
| 391654 - | 2007 WA21                | 9 novembre 2007  | Mt. Lemmon Survey |
| 391655 - | 2007 WO21                | 18 ottobre 2007  | Spacewatch        |
| 391656 - | 2007 WE35                | 19 novembre 2007 | Mt. Lemmon Survey |
| 391657 - | 2007 WX57                | 18 novembre 2007 | Spacewatch        |
| 391658 - | 2007 WB59                | 19 novembre 2007 | Mt. Lemmon Survey |
| 391659 - | 2007 WC61                | 18 novembre 2007 | Mt. Lemmon Survey |
| 391660 - | 2007 XG20                | 13 dicembre 2007 | Chante-Perdrix    |
| 391661 - | 2007 XM27                | 3 dicembre 2007  | Spacewatch        |
| 391662 - | 2007 XP45                | 15 dicembre 2007 | Spacewatch        |
| 391663 - | 2007 XB57                | 4 dicembre 2007  | LINEAR            |
| 391664 - | 2007 YG22                | 16 dicembre 2007 | Spacewatch        |
| 391665 - | 2007 YA26                | 18 dicembre 2007 | Mt. Lemmon Survey |
| 391666 - | 2007 YD26                | 18 dicembre 2007 | Mt. Lemmon Survey |
| 391667 - | 2007 YD28                | 18 dicembre 2007 | Spacewatch        |
| 391668 - | 2007 YD33                | 18 novembre 2007 | Spacewatch        |
| 391669 - | 2007 YO50                | 7 novembre 2007  | Mt. Lemmon Survey |
| 391670 - | 2007 YH53                | 30 dicembre 2007 | Spacewatch        |
| 391671 - | 2007 YJ61                | 31 dicembre 2007 | CSS               |
| 391672 - | 2008 AF5                 | 14 dicembre 2007 | Mt. Lemmon Survey |
| 391673 - | 2008 AC11                | 10 gennaio 2008  | Mt. Lemmon Survey |
| 391674 - | 2008 AP11                | 8 novembre 2007  | Mt. Lemmon Survey |
| 391675 - | 2008 AZ14                | 10 gennaio 2008  | Spacewatch        |
| 391676 - | 2008 AV17                | 10 gennaio 2008  | Spacewatch        |
| 391677 - | 2008 AT21                | 14 gennaio 2002  | LINEAR            |
| 391678 - | 2008 AF26                | 10 gennaio 2008  | Mt. Lemmon Survey |
| 391679 - | 2008 AF28                | 10 gennaio 2008  | Mt. Lemmon Survey |
| 391680 - | 2008 AK32                | 4 novembre 2007  | Mt. Lemmon Survey |
| 391681 - | 2008 AK41                | 10 gennaio 2008  | Mt. Lemmon Survey |
| 391682 - | 2008 AC43                | 11 novembre 2007 | Mt. Lemmon Survey |
| 391683 - | 2008 AC60                | 11 gennaio 2008  | Spacewatch        |
| 391684 - | 2008 AF62                | 11 gennaio 2008  | Spacewatch        |
| 391685 - | 2008 AG64                | 11 gennaio 2008  | Mt. Lemmon Survey |
| 391686 - | 2008 AX67                | 11 gennaio 2008  | Spacewatch        |
| 391687 - | 2008 AH89                | 13 gennaio 2008  | Spacewatch        |
| 391688 - | 2008 AJ90                | 13 gennaio 2008  | Spacewatch        |
| 391689 - | 2008 AF94                | 30 dicembre 2007 | Spacewatch        |
| 391690 - | 2008 AJ94                | 14 gennaio 2008  | Spacewatch        |
| 391691 - | 2008 AJ103               | 11 novembre 2007 | Mt. Lemmon Survey |
| 391692 - | 2008 AQ104               | 20 dicembre 2007 | Spacewatch        |
| 391693 - | 2008 AA123               | 14 dicembre 2007 | Mt. Lemmon Survey |
| 391694 - | 2008 AD127               | 1º gennaio 2008  | Spacewatch        |
| 391695 - | 2008 AG127               | 1º gennaio 2008  | Spacewatch        |
| 391696 - | 2008 AF129               | 14 gennaio 2008  | Spacewatch        |
| 391697 - | 2008 AD135               | 11 gennaio 2008  | CSS               |
| 391698 - | 2008 AA136               | 11 gennaio 2008  | Spacewatch        |
| 391699 - | 2008 AG137               | 15 gennaio 2008  | LINEAR            |
| 391700 - | 2008 BU11                | 18 gennaio 2008  | Mt. Lemmon Survey |

## 391701-391800
| Nome              | Designazione provvisoria | Data di scoperta  | Scopritore                        |
| ----------------- | ------------------------ | ----------------- | --------------------------------- |
| 391701 -          | 2008 BR15                | 28 gennaio 2008   | LUSS                              |
| 391702 -          | 2008 BW16                | 14 dicembre 2007  | Mt. Lemmon Survey                 |
| 391703 -          | 2008 BT40                | 12 gennaio 2008   | Spacewatch                        |
| 391704 -          | 2008 BB44                | 26 ottobre 2007   | Mt. Lemmon Survey                 |
| 391705 -          | 2008 BS48                | 20 gennaio 2008   | Spacewatch                        |
| 391706 -          | 2008 CF2                 | 1º febbraio 2008  | CSS                               |
| 391707 -          | 2008 CH7                 | 2 febbraio 2008   | Spacewatch                        |
| 391708 -          | 2008 CJ10                | 2 febbraio 2008   | Spacewatch                        |
| 391709 -          | 2008 CK11                | 3 febbraio 2008   | Spacewatch                        |
| 391710 -          | 2008 CM14                | 3 febbraio 2008   | Spacewatch                        |
| 391711 -          | 2008 CK15                | 3 febbraio 2008   | Spacewatch                        |
| 391712 -          | 2008 CD19                | 3 febbraio 2008   | Spacewatch                        |
| 391713 -          | 2008 CB39                | 10 gennaio 2008   | Mt. Lemmon Survey                 |
| 391714 -          | 2008 CK43                | 2 febbraio 2008   | Spacewatch                        |
| 391715 -          | 2008 CA50                | 6 febbraio 2008   | CSS                               |
| 391716 -          | 2008 CM50                | 6 febbraio 2008   | CSS                               |
| 391717 -          | 2008 CV50                | 6 febbraio 2008   | CSS                               |
| 391718 -          | 2008 CB52                | 7 novembre 2007   | Mt. Lemmon Survey                 |
| 391719 -          | 2008 CN68                | 6 febbraio 2008   | LINEAR                            |
| 391720 -          | 2008 CD73                | 6 febbraio 2008   | CSS                               |
| 391721 -          | 2008 CX74                | 11 gennaio 2008   | Mt. Lemmon Survey                 |
| 391722 -          | 2008 CW82                | 7 febbraio 2008   | Spacewatch                        |
| 391723 -          | 2008 CU85                | 7 febbraio 2008   | Mt. Lemmon Survey                 |
| 391724 -          | 2008 CV107               | 23 marzo 2003     | Spacewatch                        |
| 391725 -          | 2008 CB114               | 10 febbraio 2008  | Spacewatch                        |
| 391726 -          | 2008 CE130               | 11 settembre 2005 | Spacewatch                        |
| 391727 -          | 2008 CH131               | 8 febbraio 2008   | Spacewatch                        |
| 391728 -          | 2008 CZ144               | 9 febbraio 2008   | Spacewatch                        |
| 391729 -          | 2008 CP145               | 9 febbraio 2008   | Spacewatch                        |
| 391730 -          | 2008 CV146               | 9 febbraio 2008   | Spacewatch                        |
| 391731 -          | 2008 CX146               | 9 febbraio 2008   | Spacewatch                        |
| 391732 -          | 2008 CT167               | 11 febbraio 2008  | Mt. Lemmon Survey                 |
| 391733 -          | 2008 CU174               | 13 febbraio 2008  | Mt. Lemmon Survey                 |
| 391734 -          | 2008 CT189               | 13 febbraio 2008  | CSS                               |
| 391735 -          | 2008 CD192               | 2 febbraio 2008   | Mt. Lemmon Survey                 |
| 391736 -          | 2008 CZ192               | 8 febbraio 2008   | Spacewatch                        |
| 391737 -          | 2008 CO196               | 7 febbraio 2008   | Spacewatch                        |
| 391738 -          | 2008 CL199               | 13 febbraio 2008  | Mt. Lemmon Survey                 |
| 391739 -          | 2008 CD200               | 9 febbraio 2008   | Mt. Lemmon Survey                 |
| 391740 -          | 2008 CP201               | 2 febbraio 2008   | Spacewatch                        |
| 391741 -          | 2008 CS202               | 8 febbraio 2008   | Spacewatch                        |
| 391742 -          | 2008 CN203               | 11 febbraio 2008  | Mt. Lemmon Survey                 |
| 391743 -          | 2008 DX5                 | 31 dicembre 2007  | Spacewatch                        |
| 391744 -          | 2008 DC9                 | 25 febbraio 2008  | Spacewatch                        |
| 391745 -          | 2008 DK11                | 26 febbraio 2008  | Spacewatch                        |
| 391746 -          | 2008 DH12                | 26 febbraio 2008  | Spacewatch                        |
| 391747 -          | 2008 DC24                | 31 dicembre 2007  | Mt. Lemmon Survey                 |
| 391748 -          | 2008 DK28                | 25 febbraio 2008  | Mt. Lemmon Survey                 |
| 391749 -          | 2008 DZ42                | 28 febbraio 2008  | Spacewatch                        |
| 391750 -          | 2008 DX54                | 29 febbraio 2008  | CSS                               |
| 391751 -          | 2008 DY62                | 13 febbraio 2008  | Spacewatch                        |
| 391752 -          | 2008 DK68                | 6 febbraio 2008   | CSS                               |
| 391753 -          | 2008 DX88                | 28 febbraio 2008  | Mt. Lemmon Survey                 |
| 391754 -          | 2008 EU4                 | 13 febbraio 2008  | Mt. Lemmon Survey                 |
| 391755 -          | 2008 EA35                | 13 febbraio 2008  | Mt. Lemmon Survey                 |
| 391756 -          | 2008 EO36                | 3 marzo 2008      | Spacewatch                        |
| 391757 -          | 2008 ES49                | 6 marzo 2008      | Spacewatch                        |
| 391758 -          | 2008 EP55                | 7 marzo 2008      | Spacewatch                        |
| 391759 -          | 2008 EB61                | 9 marzo 2008      | Astronomical Research Observatory |
| 391760 -          | 2008 ED72                | 6 marzo 2008      | Mt. Lemmon Survey                 |
| 391761 -          | 2008 EK107               | 6 marzo 2008      | Mt. Lemmon Survey                 |
| 391762 -          | 2008 EJ128               | 11 marzo 2008     | Spacewatch                        |
| 391763 -          | 2008 EY129               | 3 agosto 2004     | Siding Spring Survey              |
| 391764 -          | 2008 EO168               | 11 marzo 2008     | Spacewatch                        |
| 391765 -          | 2008 EY169               | 8 febbraio 2008   | Mt. Lemmon Survey                 |
| 391766 -          | 2008 FA                  | 19 marzo 2008     | Young, J. W.                      |
| 391767 -          | 2008 FW9                 | 26 marzo 2008     | Spacewatch                        |
| 391768 -          | 2008 FP39                | 28 marzo 2008     | Spacewatch                        |
| 391769 -          | 2008 FJ54                | 10 ottobre 1999   | Spacewatch                        |
| 391770 -          | 2008 FK133               | 26 marzo 2008     | Mt. Lemmon Survey                 |
| 391771 -          | 2008 GE112               | 1º aprile 2008    | CSS                               |
| 391772 -          | 2008 GH140               | 6 aprile 2008     | Spacewatch                        |
| 391773 -          | 2008 HW33                | 26 aprile 2008    | Spacewatch                        |
| 391774 -          | 2008 KQ35                | 27 maggio 2008    | Spacewatch                        |
| 391775 -          | 2008 LO13                | 6 aprile 2008     | Mt. Lemmon Survey                 |
| 391776 -          | 2008 ON7                 | 29 luglio 2008    | Mt. Lemmon Survey                 |
| 391777 -          | 2008 PO                  | 1º agosto 2008    | Kugel, F.                         |
| 391778 -          | 2008 PF7                 | 6 agosto 2008     | Hoenig, S. F., Teamo, N.          |
| 391779 -          | 2008 PM7                 | 5 agosto 2008     | OAM                               |
| 391780 -          | 2008 PU13                | 10 agosto 2008    | Kugel, F.                         |
| 391781 -          | 2008 PH16                | 6 agosto 2008     | OAM                               |
| 391782 -          | 2008 PJ22                | 1º agosto 2008    | LINEAR                            |
| 391783 -          | 2008 QY5                 | 26 agosto 2008    | OAM                               |
| 391784 -          | 2008 QZ17                | 28 agosto 2008    | Kugel, F.                         |
| 391785 -          | 2008 QQ18                | 28 luglio 2008    | Mt. Lemmon Survey                 |
| 391786 -          | 2008 QF45                | 26 agosto 2008    | LINEAR                            |
| 391787 -          | 2008 QQ46                | 26 agosto 2008    | LINEAR                            |
| 391788 -          | 2008 RA1                 | 2 dicembre 2004   | Spacewatch                        |
| 391789 -          | 2008 RR26                | 8 settembre 2008  | Siding Spring Survey              |
| 391790 -          | 2008 RU43                | 2 settembre 2008  | Spacewatch                        |
| 391791 -          | 2008 RC64                | 4 settembre 2008  | Spacewatch                        |
| 391792 -          | 2008 RE70                | 5 settembre 2008  | Spacewatch                        |
| 391793 -          | 2008 RR73                | 6 settembre 2008  | CSS                               |
| 391794 -          | 2008 RV73                | 6 settembre 2008  | CSS                               |
| 391795 Univofutah | 2008 RV77                | 8 settembre 2008  | Wiggins, P.                       |
| 391796 -          | 2008 RH78                | 10 settembre 2008 | Young, J. W.                      |
| 391797 -          | 2008 RM88                | 5 settembre 2008  | Spacewatch                        |
| 391798 -          | 2008 RG90                | 5 settembre 2008  | Spacewatch                        |
| 391799 -          | 2008 RL102               | 3 settembre 2008  | Spacewatch                        |
| 391800 -          | 2008 RC106               | 6 settembre 2008  | Mt. Lemmon Survey                 |

## 391801-391900
| Nome     | Designazione provvisoria | Data di scoperta  | Scopritore        |
| -------- | ------------------------ | ----------------- | ----------------- |
| 391801 - | 2008 RD107               | 7 settembre 2008  | CSS               |
| 391802 - | 2008 RZ113               | 6 settembre 2008  | Spacewatch        |
| 391803 - | 2008 RF115               | 6 settembre 2008  | Mt. Lemmon Survey |
| 391804 - | 2008 RM126               | 3 settembre 2008  | Spacewatch        |
| 391805 - | 2008 RM128               | 7 settembre 2008  | Mt. Lemmon Survey |
| 391806 - | 2008 RS128               | 2 settembre 2008  | Spacewatch        |
| 391807 - | 2008 RP135               | 3 settembre 2008  | Spacewatch        |
| 391808 - | 2008 RF136               | 4 settembre 2008  | LINEAR            |
| 391809 - | 2008 RK136               | 4 settembre 2008  | Spacewatch        |
| 391810 - | 2008 RX136               | 4 settembre 2008  | Spacewatch        |
| 391811 - | 2008 RL137               | 5 settembre 2008  | Spacewatch        |
| 391812 - | 2008 RR138               | 6 settembre 2008  | Mt. Lemmon Survey |
| 391813 - | 2008 RC147               | 7 settembre 2008  | CSS               |
| 391814 - | 2008 SB4                 | 22 settembre 2008 | LINEAR            |
| 391815 - | 2008 SL7                 | 22 settembre 2008 | Tucker, R. A.     |
| 391816 - | 2008 SZ16                | 19 settembre 2008 | Spacewatch        |
| 391817 - | 2008 SK28                | 19 settembre 2008 | Spacewatch        |
| 391818 - | 2008 SZ29                | 19 settembre 2008 | Spacewatch        |
| 391819 - | 2008 SS30                | 20 settembre 2008 | Spacewatch        |
| 391820 - | 2008 SY30                | 9 settembre 2008  | Spacewatch        |
| 391821 - | 2008 SV39                | 20 settembre 2008 | Spacewatch        |
| 391822 - | 2008 SD49                | 2 settembre 2008  | Spacewatch        |
| 391823 - | 2008 SC60                | 9 settembre 2008  | Spacewatch        |
| 391824 - | 2008 SP88                | 20 settembre 2008 | Spacewatch        |
| 391825 - | 2008 SO91                | 21 settembre 2008 | Spacewatch        |
| 391826 - | 2008 SP94                | 6 settembre 2008  | Spacewatch        |
| 391827 - | 2008 SD114               | 22 settembre 2008 | Spacewatch        |
| 391828 - | 2008 SQ116               | 22 settembre 2008 | Mt. Lemmon Survey |
| 391829 - | 2008 ST116               | 22 settembre 2008 | Mt. Lemmon Survey |
| 391830 - | 2008 SB118               | 22 settembre 2008 | Mt. Lemmon Survey |
| 391831 - | 2008 SH130               | 22 settembre 2008 | Spacewatch        |
| 391832 - | 2008 SE148               | 27 settembre 2008 | Tucker, R. A.     |
| 391833 - | 2008 SS148               | 6 settembre 2008  | CSS               |
| 391834 - | 2008 SW148               | 27 settembre 2008 | Andrushivka       |
| 391835 - | 2008 SO153               | 3 settembre 2008  | Spacewatch        |
| 391836 - | 2008 SH162               | 10 settembre 2008 | Spacewatch        |
| 391837 - | 2008 SG170               | 21 settembre 2008 | Mt. Lemmon Survey |
| 391838 - | 2008 SE179               | 24 settembre 2008 | Spacewatch        |
| 391839 - | 2008 SO179               | 14 novembre 1995  | Spacewatch        |
| 391840 - | 2008 SK197               | 25 settembre 2008 | Spacewatch        |
| 391841 - | 2008 SS208               | 27 settembre 2008 | Mt. Lemmon Survey |
| 391842 - | 2008 SK232               | 12 marzo 2007     | Spacewatch        |
| 391843 - | 2008 SN235               | 5 settembre 2008  | Spacewatch        |
| 391844 - | 2008 SU254               | 23 settembre 2008 | Spacewatch        |
| 391845 - | 2008 SM257               | 22 settembre 2008 | Spacewatch        |
| 391846 - | 2008 SK261               | 23 settembre 2008 | Spacewatch        |
| 391847 - | 2008 SS278               | 24 settembre 2008 | Spacewatch        |
| 391848 - | 2008 SD283               | 21 settembre 2008 | Mt. Lemmon Survey |
| 391849 - | 2008 SH285               | 19 settembre 2008 | Spacewatch        |
| 391850 - | 2008 SL286               | 22 settembre 2008 | Mt. Lemmon Survey |
| 391851 - | 2008 SQ290               | 23 settembre 2008 | Mt. Lemmon Survey |
| 391852 - | 2008 SB294               | 20 settembre 2008 | CSS               |
| 391853 - | 2008 SN298               | 21 settembre 2008 | Spacewatch        |
| 391854 - | 2008 SU299               | 22 settembre 2008 | Spacewatch        |
| 391855 - | 2008 SG300               | 22 settembre 2008 | CSS               |
| 391856 - | 2008 SO305               | 27 settembre 2008 | Mt. Lemmon Survey |
| 391857 - | 2008 TC14                | 1º ottobre 2008   | Mt. Lemmon Survey |
| 391858 - | 2008 TD20                | 22 settembre 2008 | Mt. Lemmon Survey |
| 391859 - | 2008 TP24                | 2 ottobre 2008    | CSS               |
| 391860 - | 2008 TP25                | 2 ottobre 2008    | Mt. Lemmon Survey |
| 391861 - | 2008 TZ27                | 6 ottobre 2004    | Spacewatch        |
| 391862 - | 2008 TE31                | 1º ottobre 2008   | Spacewatch        |
| 391863 - | 2008 TA42                | 1º ottobre 2008   | Mt. Lemmon Survey |
| 391864 - | 2008 TF55                | 2 ottobre 2008    | Spacewatch        |
| 391865 - | 2008 TK58                | 2 ottobre 2008    | Spacewatch        |
| 391866 - | 2008 TV65                | 2 ottobre 2008    | CSS               |
| 391867 - | 2008 TE69                | 2 ottobre 2008    | Spacewatch        |
| 391868 - | 2008 TH73                | 2 ottobre 2008    | Spacewatch        |
| 391869 - | 2008 TN89                | 3 ottobre 2008    | Spacewatch        |
| 391870 - | 2008 TO92                | 4 ottobre 2008    | OAM               |
| 391871 - | 2008 TG109               | 22 settembre 2008 | Spacewatch        |
| 391872 - | 2008 TN110               | 6 ottobre 2008    | CSS               |
| 391873 - | 2008 TW110               | 23 settembre 2008 | Spacewatch        |
| 391874 - | 2008 TT111               | 6 ottobre 2008    | CSS               |
| 391875 - | 2008 TE112               | 6 ottobre 2008    | CSS               |
| 391876 - | 2008 TE118               | 6 ottobre 2008    | Spacewatch        |
| 391877 - | 2008 TV125               | 8 ottobre 2008    | Mt. Lemmon Survey |
| 391878 - | 2008 TS130               | 23 settembre 2008 | Spacewatch        |
| 391879 - | 2008 TT139               | 8 ottobre 2008    | Mt. Lemmon Survey |
| 391880 - | 2008 TT141               | 9 ottobre 2008    | Mt. Lemmon Survey |
| 391881 - | 2008 TW177               | 9 ottobre 2008    | CSS               |
| 391882 - | 2008 TT180               | 4 ottobre 2008    | OAM               |
| 391883 - | 2008 UW2                 | 22 ottobre 2008   | LINEAR            |
| 391884 - | 2008 UC27                | 25 settembre 2008 | Spacewatch        |
| 391885 - | 2008 UL29                | 2 maggio 2006     | Mt. Lemmon Survey |
| 391886 - | 2008 UH30                | 20 ottobre 2008   | Spacewatch        |
| 391887 - | 2008 UH38                | 20 ottobre 2008   | Spacewatch        |
| 391888 - | 2008 UD51                | 20 ottobre 2008   | Spacewatch        |
| 391889 - | 2008 UY53                | 20 ottobre 2008   | Spacewatch        |
| 391890 - | 2008 UZ54                | 20 ottobre 2008   | LUSS              |
| 391891 - | 2008 UA59                | 21 ottobre 2008   | Spacewatch        |
| 391892 - | 2008 UQ69                | 23 settembre 2008 | Mt. Lemmon Survey |
| 391893 - | 2008 UX76                | 3 ottobre 2008    | Mt. Lemmon Survey |
| 391894 - | 2008 UE78                | 21 ottobre 2008   | Spacewatch        |
| 391895 - | 2008 UX80                | 22 settembre 2008 | Spacewatch        |
| 391896 - | 2008 UA91                | 24 ottobre 2008   | LINEAR            |
| 391897 - | 2008 UK92                | 23 ottobre 2008   | LINEAR            |
| 391898 - | 2008 UM94                | 26 ottobre 2008   | LINEAR            |
| 391899 - | 2008 UC97                | 25 ottobre 2008   | LINEAR            |
| 391900 - | 2008 UC112               | 22 ottobre 2008   | Spacewatch        |

## 391901-392000
| Nome               | Designazione provvisoria | Data di scoperta  | Scopritore             |
| ------------------ | ------------------------ | ----------------- | ---------------------- |
| 391901 -           | 2008 UC113               | 22 ottobre 2008   | Spacewatch             |
| 391902 -           | 2008 UT115               | 22 ottobre 2008   | Spacewatch             |
| 391903 -           | 2008 UF116               | 22 ottobre 2008   | Spacewatch             |
| 391904 -           | 2008 UV126               | 22 ottobre 2008   | Mt. Lemmon Survey      |
| 391905 -           | 2008 UJ127               | 22 ottobre 2008   | Spacewatch             |
| 391906 -           | 2008 UX127               | 22 ottobre 2008   | Spacewatch             |
| 391907 -           | 2008 UU146               | 23 ottobre 2008   | Spacewatch             |
| 391908 -           | 2008 UF154               | 9 settembre 2008  | Mt. Lemmon Survey      |
| 391909 -           | 2008 UY163               | 10 ottobre 2008   | Mt. Lemmon Survey      |
| 391910 -           | 2008 UK175               | 24 ottobre 2008   | Mt. Lemmon Survey      |
| 391911 -           | 2008 UT182               | 26 dicembre 2005  | Spacewatch             |
| 391912 -           | 2008 UL184               | 9 settembre 2008  | Mt. Lemmon Survey      |
| 391913 -           | 2008 UW188               | 15 marzo 2007     | Spacewatch             |
| 391914 -           | 2008 UP196               | 27 ottobre 2008   | Spacewatch             |
| 391915 -           | 2008 UW203               | 28 ottobre 2008   | LINEAR                 |
| 391916 -           | 2008 UJ204               | 28 ottobre 2008   | LINEAR                 |
| 391917 -           | 2008 UD209               | 23 ottobre 2008   | Spacewatch             |
| 391918 -           | 2008 UR210               | 23 ottobre 2008   | Spacewatch             |
| 391919 -           | 2008 UD228               | 25 ottobre 2008   | Spacewatch             |
| 391920 -           | 2008 UR243               | 26 ottobre 2008   | Spacewatch             |
| 391921 -           | 2008 UZ258               | 20 ottobre 2008   | Spacewatch             |
| 391922 -           | 2008 UF267               | 28 ottobre 2008   | Spacewatch             |
| 391923 -           | 2008 UC282               | 28 ottobre 2008   | Spacewatch             |
| 391924 -           | 2008 UR284               | 25 settembre 2008 | Spacewatch             |
| 391925 -           | 2008 UU291               | 29 ottobre 2008   | Spacewatch             |
| 391926 -           | 2008 UV292               | 22 novembre 2005  | Spacewatch             |
| 391927 -           | 2008 UH296               | 29 ottobre 2008   | Spacewatch             |
| 391928 -           | 2008 UV302               | 21 ottobre 2008   | Spacewatch             |
| 391929 -           | 2008 UR303               | 29 ottobre 2008   | Spacewatch             |
| 391930 -           | 2008 UG304               | 29 ottobre 2008   | Spacewatch             |
| 391931 -           | 2008 UL330               | 31 ottobre 2008   | Spacewatch             |
| 391932 -           | 2008 UW338               | 22 ottobre 2008   | Spacewatch             |
| 391933 -           | 2008 UE345               | 31 ottobre 2008   | Spacewatch             |
| 391934 -           | 2008 UT350               | 7 settembre 2008  | Mt. Lemmon Survey      |
| 391935 -           | 2008 UV351               | 24 ottobre 2008   | Mt. Lemmon Survey      |
| 391936 -           | 2008 UQ354               | 27 ottobre 2008   | Mt. Lemmon Survey      |
| 391937 -           | 2008 UE358               | 25 ottobre 2008   | Spacewatch             |
| 391938 -           | 2008 UY366               | 24 ottobre 2008   | LINEAR                 |
| 391939 -           | 2008 VD1                 | 1º novembre 2008  | LINEAR                 |
| 391940 -           | 2008 VR32                | 2 novembre 2008   | Mt. Lemmon Survey      |
| 391941 -           | 2008 VD34                | 27 settembre 2008 | Mt. Lemmon Survey      |
| 391942 -           | 2008 VU39                | 2 novembre 2008   | Spacewatch             |
| 391943 -           | 2008 VT47                | 3 novembre 2008   | Mt. Lemmon Survey      |
| 391944 -           | 2008 VZ50                | 4 novembre 2008   | Spacewatch             |
| 391945 -           | 2008 VV59                | 7 novembre 2008   | CSS                    |
| 391946 -           | 2008 VG71                | 2 novembre 2008   | LINEAR                 |
| 391947 Tanithlee   | 2008 VQ72                | 8 novembre 2008   | Mt. Lemmon Survey      |
| 391948 -           | 2008 VA76                | 1º novembre 2008  | Mt. Lemmon Survey      |
| 391949 -           | 2008 VF78                | 7 novembre 2008   | Mt. Lemmon Survey      |
| 391950 -           | 2008 WE3                 | 17 novembre 2008  | Spacewatch             |
| 391951 -           | 2008 WK10                | 18 novembre 2008  | OAM                    |
| 391952 -           | 2008 WP14                | 17 novembre 2008  | Spacewatch             |
| 391953 -           | 2008 WD18                | 17 novembre 2008  | Spacewatch             |
| 391954 -           | 2008 WC19                | 17 novembre 2008  | Spacewatch             |
| 391955 -           | 2008 WV32                | 20 novembre 2008  | Mt. Lemmon Survey      |
| 391956 -           | 2008 WS38                | 17 novembre 2008  | Spacewatch             |
| 391957 -           | 2008 WA46                | 3 novembre 2008   | Spacewatch             |
| 391958 -           | 2008 WR50                | 18 novembre 2008  | Spacewatch             |
| 391959 -           | 2008 WQ73                | 19 novembre 2008  | Mt. Lemmon Survey      |
| 391960 -           | 2008 WO80                | 20 novembre 2008  | Spacewatch             |
| 391961 -           | 2008 WZ97                | 19 novembre 2008  | CSS                    |
| 391962 -           | 2008 WA99                | 24 novembre 2008  | Mt. Lemmon Survey      |
| 391963 -           | 2008 WE101               | 26 novembre 2008  | OAM                    |
| 391964 -           | 2008 WL110               | 30 novembre 2008  | Spacewatch             |
| 391965 -           | 2008 WN111               | 31 ottobre 2008   | Spacewatch             |
| 391966 -           | 2008 WD124               | 17 novembre 2008  | Spacewatch             |
| 391967 -           | 2008 WX125               | 23 novembre 2008  | Mt. Lemmon Survey      |
| 391968 -           | 2008 WK130               | 22 novembre 2008  | Spacewatch             |
| 391969 -           | 2008 WK132               | 2 febbraio 2006   | Spacewatch             |
| 391970 -           | 2008 WN134               | 22 novembre 2008  | Spacewatch             |
| 391971 -           | 2008 WT136               | 20 novembre 2008  | Spacewatch             |
| 391972 -           | 2008 WO140               | 24 ottobre 2008   | CSS                    |
| 391973 -           | 2008 XX16                | 25 maggio 2006    | Mt. Lemmon Survey      |
| 391974 -           | 2008 XR19                | 1º dicembre 2008  | Spacewatch             |
| 391975 -           | 2008 XD32                | 2 dicembre 2008   | Spacewatch             |
| 391976 -           | 2008 XE35                | 2 dicembre 2008   | Spacewatch             |
| 391977 -           | 2008 XN45                | 4 dicembre 2008   | Spacewatch             |
| 391978 -           | 2008 XJ49                | 7 dicembre 2008   | Mt. Lemmon Survey      |
| 391979 -           | 2008 XX49                | 4 dicembre 2008   | Mt. Lemmon Survey      |
| 391980 -           | 2008 XD50                | 14 aprile 2001    | Spacewatch             |
| 391981 -           | 2008 XJ50                | 4 dicembre 2008   | CSS                    |
| 391982 -           | 2008 YK                  | 18 dicembre 2008  | Hormuth, F.            |
| 391983 -           | 2008 YP6                 | 22 dicembre 2008  | Kugel, F.              |
| 391984 -           | 2008 YO8                 | 21 dicembre 2008  | CSS                    |
| 391985 -           | 2008 YH9                 | 23 dicembre 2008  | Kugel, F.              |
| 391986 -           | 2008 YV16                | 21 dicembre 2008  | Mt. Lemmon Survey      |
| 391987 -           | 2008 YA24                | 21 dicembre 2008  | CSS                    |
| 391988 Illmárton   | 2008 YF26                | 27 dicembre 2008  | Piszkesteto            |
| 391989 -           | 2008 YH26                | 19 novembre 2008  | Mt. Lemmon Survey      |
| 391990 -           | 2008 YG27                | 22 dicembre 2008  | LINEAR                 |
| 391991 -           | 2008 YW33                | 28 dicembre 2008  | Kugel, F.              |
| 391992 -           | 2008 YU35                | 22 dicembre 2008  | Spacewatch             |
| 391993 -           | 2008 YB38                | 27 dicembre 2008  | Bickel, W.             |
| 391994 -           | 2008 YH49                | 29 dicembre 2008  | Mt. Lemmon Survey      |
| 391995 -           | 2008 YS73                | 22 dicembre 2008  | Spacewatch             |
| 391996 Zhunenghong | 2008 YX84                | 31 dicembre 2008  | PMO NEO Survey Program |
| 391997 -           | 2008 YD86                | 21 dicembre 2008  | Spacewatch             |
| 391998 -           | 2008 YW114               | 29 dicembre 2008  | Spacewatch             |
| 391999 -           | 2008 YS116               | 21 dicembre 2008  | Spacewatch             |
| 392000 -           | 2008 YJ119               | 29 dicembre 2008  | Spacewatch             |